# Herbert White
Herbert S. White (5 de julio de 1927 - 9 de septiembre de 2024) es un bibliotecario y documentalista estadounidense. Autor de numerosas obras en Biblioteconomía y pionero en el diseño y funcionamiento de las bibliotecas especializadas.

## Biografía
Herbert White se licenció en Química en la Universidad de Siracusa (estado de Nueva York, EE. UU.) en 1950, realizando un posgrado en Biblioteconomía en el mismo centro, que compaginó con un programa que desarrolló la Biblioteca del Congreso sobre bibliotecas, ciencia y tecnología. Cuando lo finalizó, en 1953, comenzó a trabajar en las unidades de información de grandes empresas y organizaciones públicas americanas, destacando su puesto de director del centro de información científico y tecnológico de la NASA, ubicado en el College Park (Maryland), puesto que ocupó desde 1964 a 1968.
En 1970, comienza a trabajar en el Instituto de Información Científica de Filadelfia como vicedirector del área de operaciones y administración, hasta que en 1975 comienza a impartir clases en la Facultad de Biblioteconomía e Ciencia de la Información en la Universidad de Indiana. Fue decano de dicho centro den 1980 y fue nombrado profesor emérito en 1991. También fue profesor adjunto en la Universidad de Arizona.
Herbert White fue miembro de diferentes organizaciones internacionales de Información y Documentación, ocupando puestos de responsabilidad como presidente de la Special Libraries Association (1969-1970), director de la American Federation of Information Processing Societies (1972-1978), presidente de la American Society for Information Science and Technology (1973-1974) o ocupando diferentes puestos desde 1976 a 1982 en la Federación Internacional de Información y Documentación ubicada en La Haya.

## Investigaciones
Durante sus estudios de posgrado, White conoció el problema de comunicación que existía entre los científicos y los bibliotecarios-documentalistas, problemas basados en que los criterios documentales no casaban con los puramente científicos. Es por ello que Herbert White basó su investigación en la administración y gestión de las bibliotecas especializadas, así como su automatización y sus proyectos de recuperación de información. 
White se preocupó de estudiar las necesidades de información de sus usuarios (los científicos) para poder obtener información que, posteriormente, utilizar en la gestión y en la toma de decisiones, a la par que emplearla en la planificación y diseño del centro de documentación. Sin embargo, Herbert White fue pionero en abarcar dichos estudios con los no usuarios; es decir, conocer la opinión de aquellos que no utilizan las bibliotecas, y de ahí poder obtener nuevo conocimiento para implementar los servicios de información.
Además, Herbert White escribió una columna de opinión llamada White Papers en la revista Library Journal que le dio mucha popularidad entre sus colegas de profesión. Los artículos de dicha columna fueron recopilados y publicados en 2000 bajo el título Librarianship Quo Vadis?

## Premios y publicaciones
Herbert White ha recibido numerosos galardones, entre ellos el Premio ASIST al Mérito Académico en 1981 o la Medalla Melvyl Dewey en 1987.
Ha publicado 9 libros y más de 200 artículos científicos. Entre ellos destacan:
- Librarianship--quo vadis?
- At the Crossroads : Librarians on the Information Superhighway
- Managing the Special Library: Strategies for Success Within the Larger Organization
- Ethical dilemmas in libraries : a collection of case studies
- Library personnel management
- Librarians and the Awakening from Innocence: A Collection of Papers